# جورج مید
جورج گوردون مید (انگلیسی: George Gordon Meade; ۳۱ دسامبر ۱۸۱۵ – ۶ نوامبر ۱۸۷۲) یک فرد نظامی اهل ایالات متحده آمریکا بود. مید یک افسر حرفه‌ای از نیروی زمینی ایالات متحده آمریکا و همچنین یک مهندس عمران درگیر در ساخت و ساز چند فانوس دریایی در نوار ساحلی بود. جورج مید با درجهٔ ژنرال در لشکر اتحادیه به عنوان یکی از مهم‌ترین عوامل شکست ارتش پوتوماک به رهبری ژنرال رابرت ئی. لی می‌باشد.

## نگارخانه

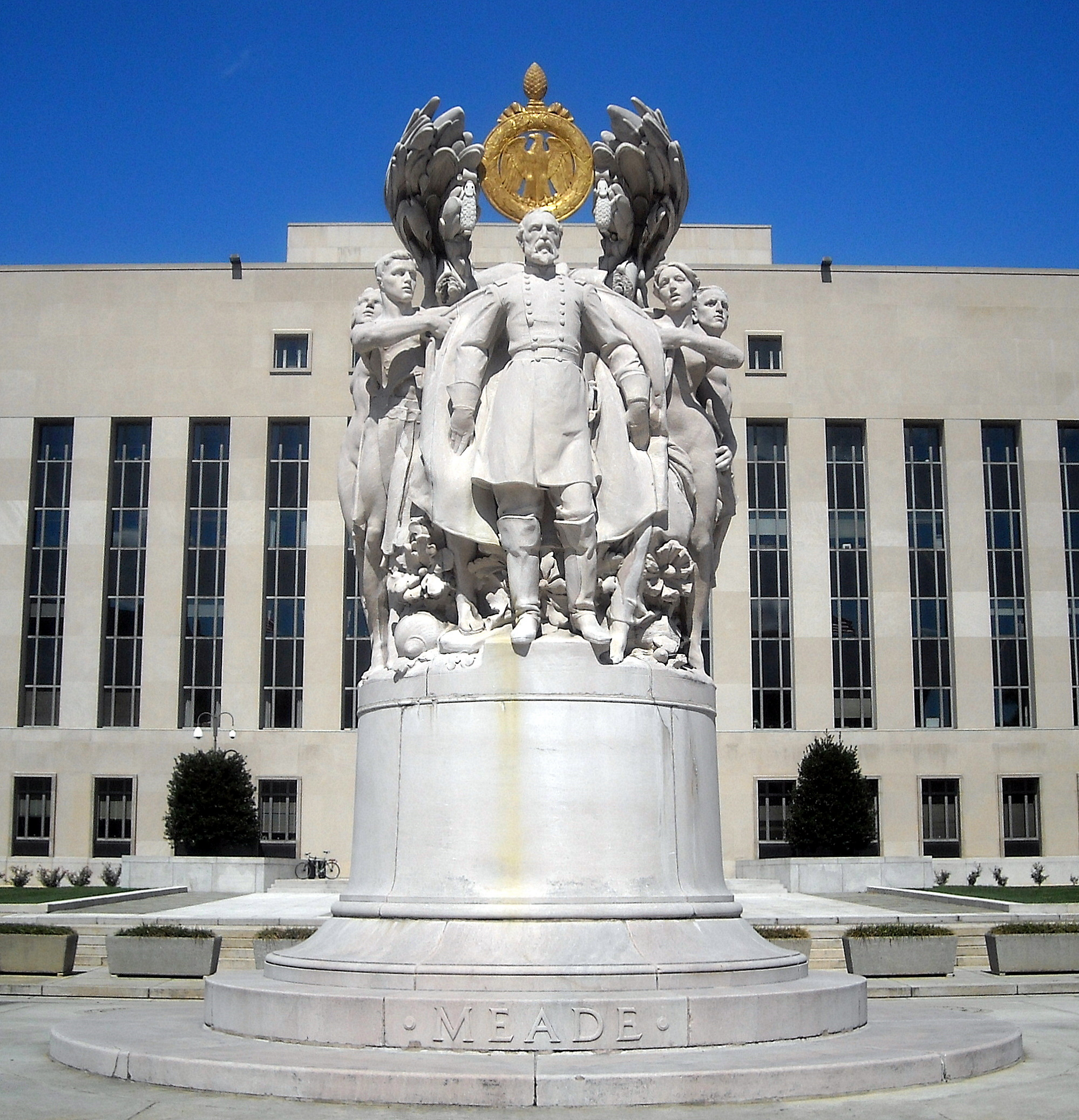
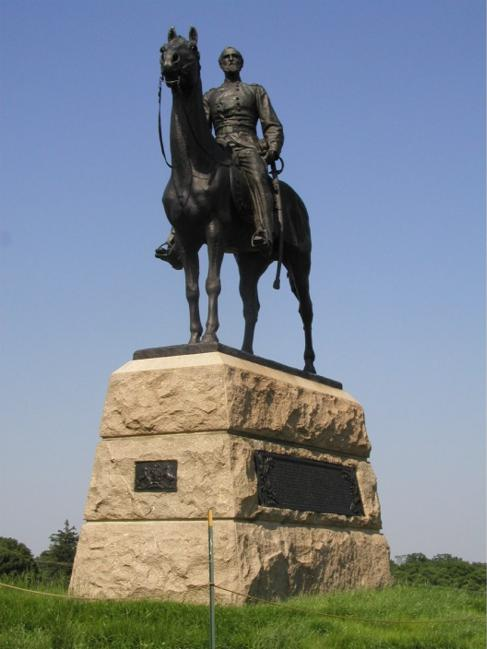
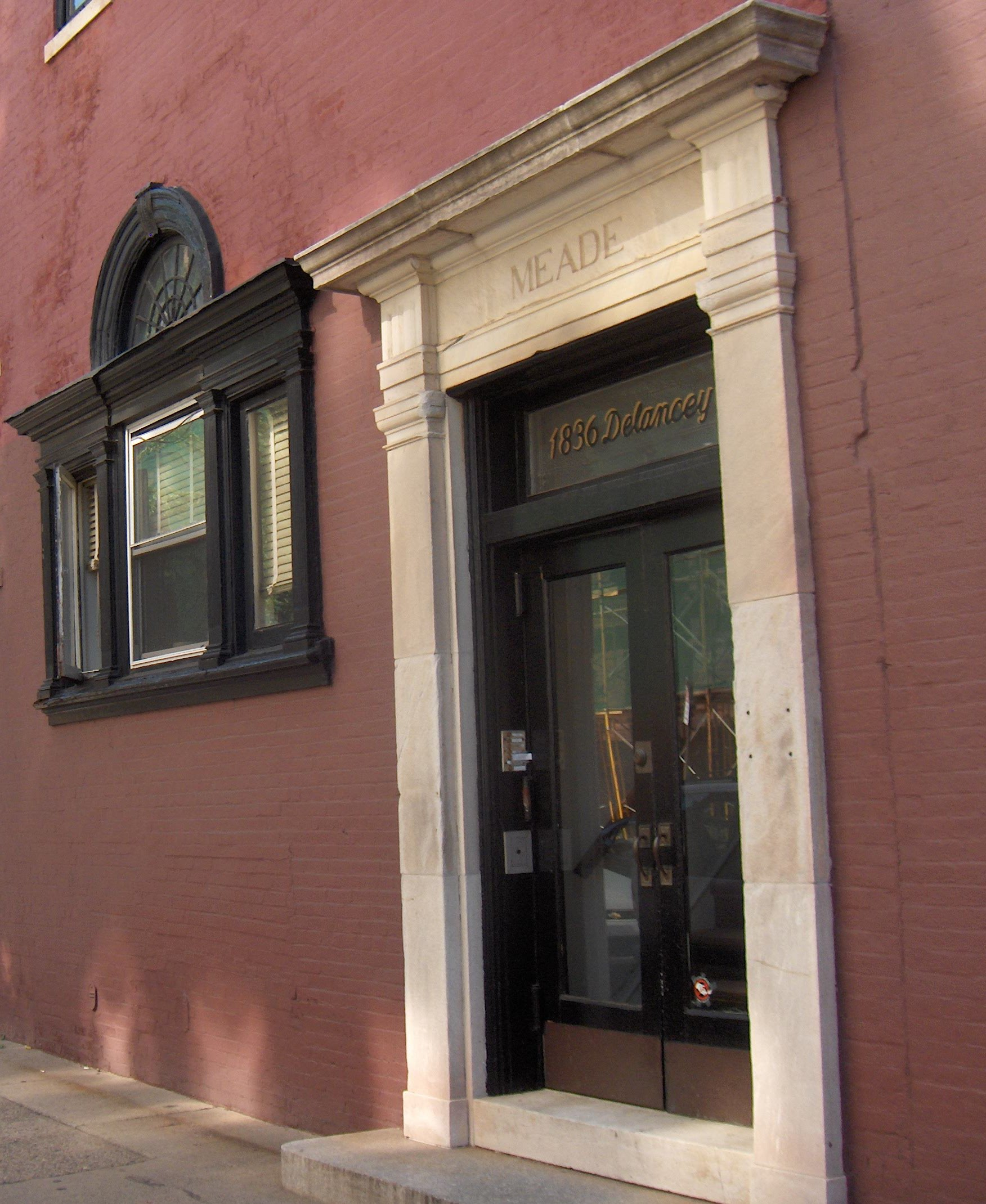
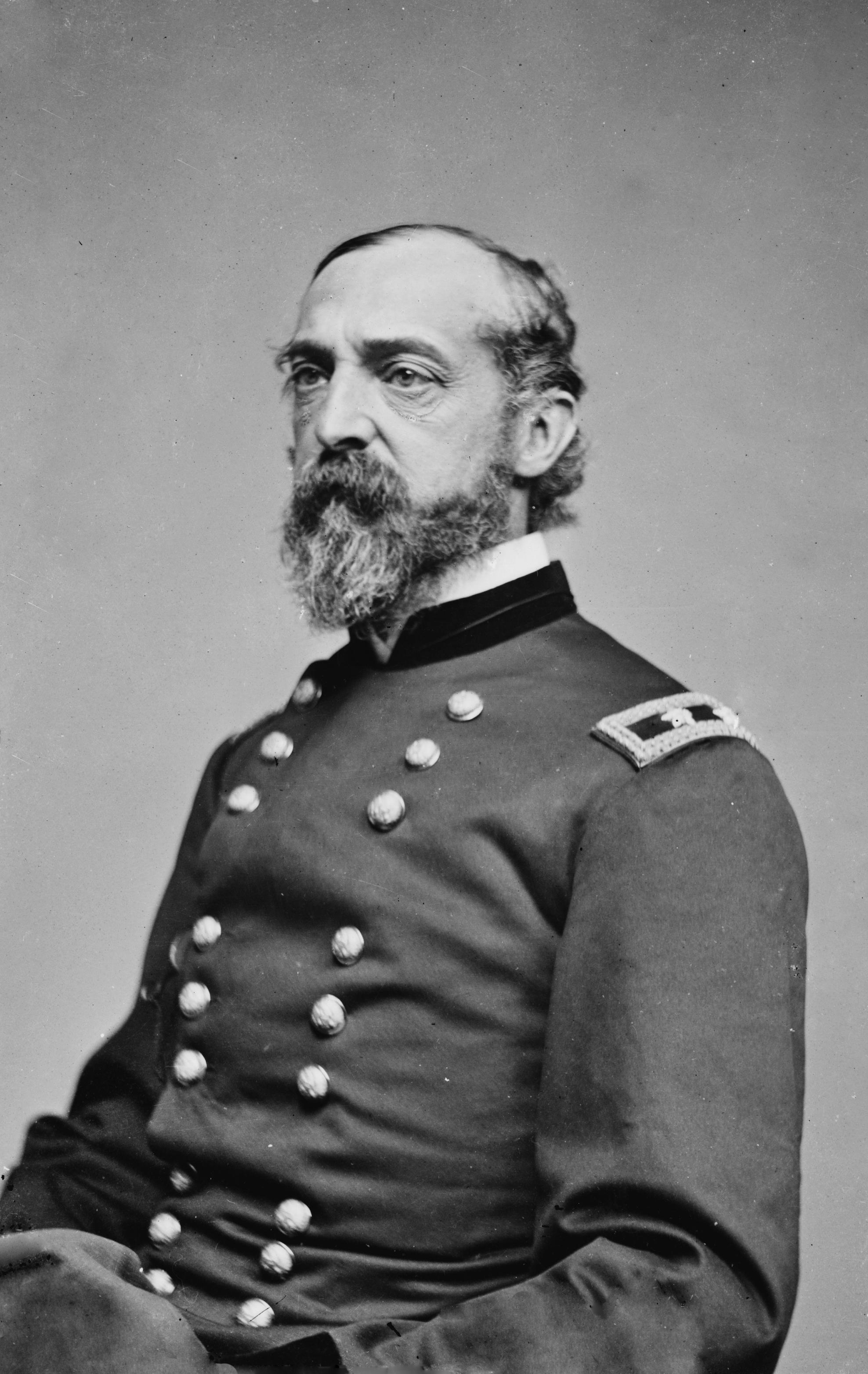
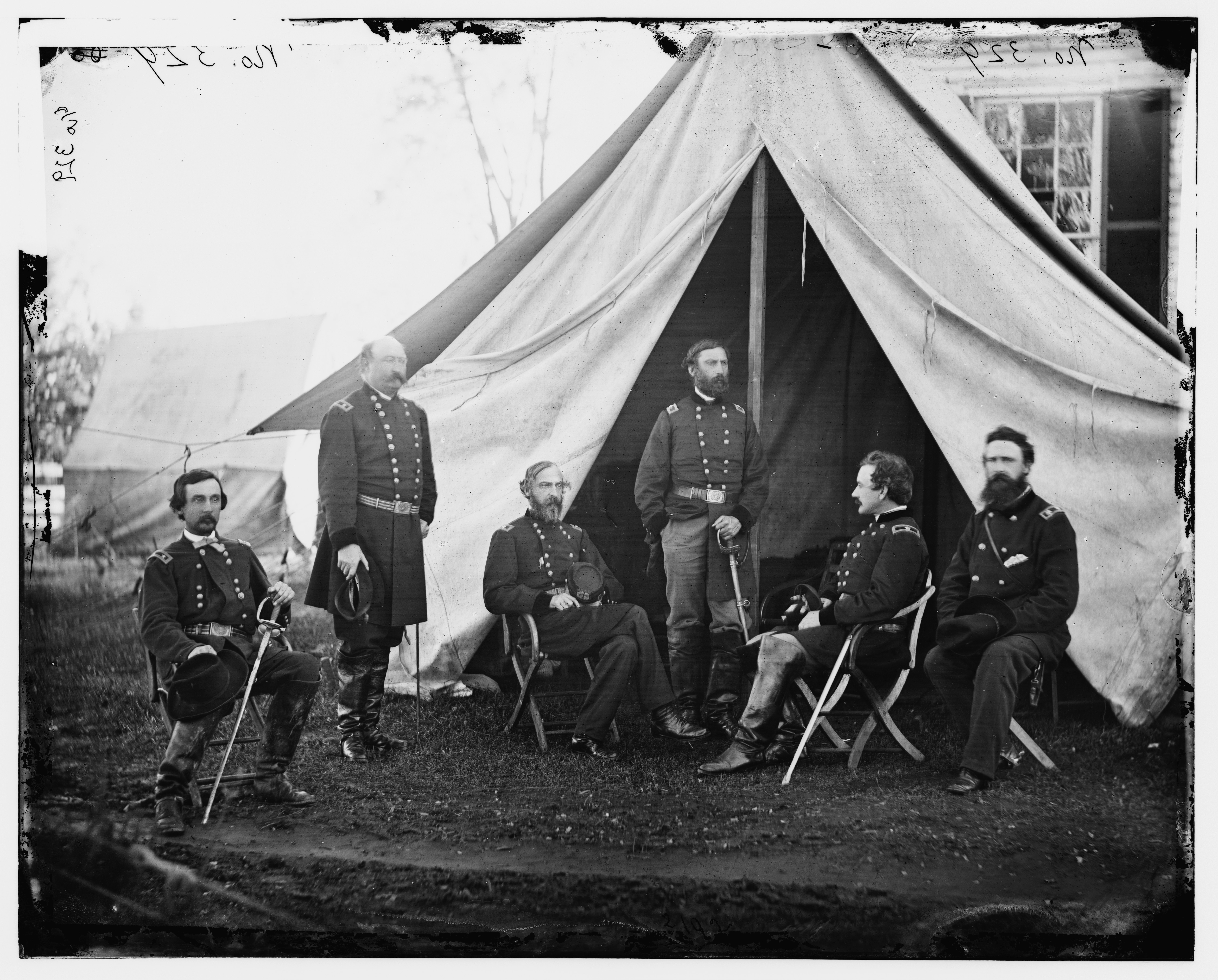
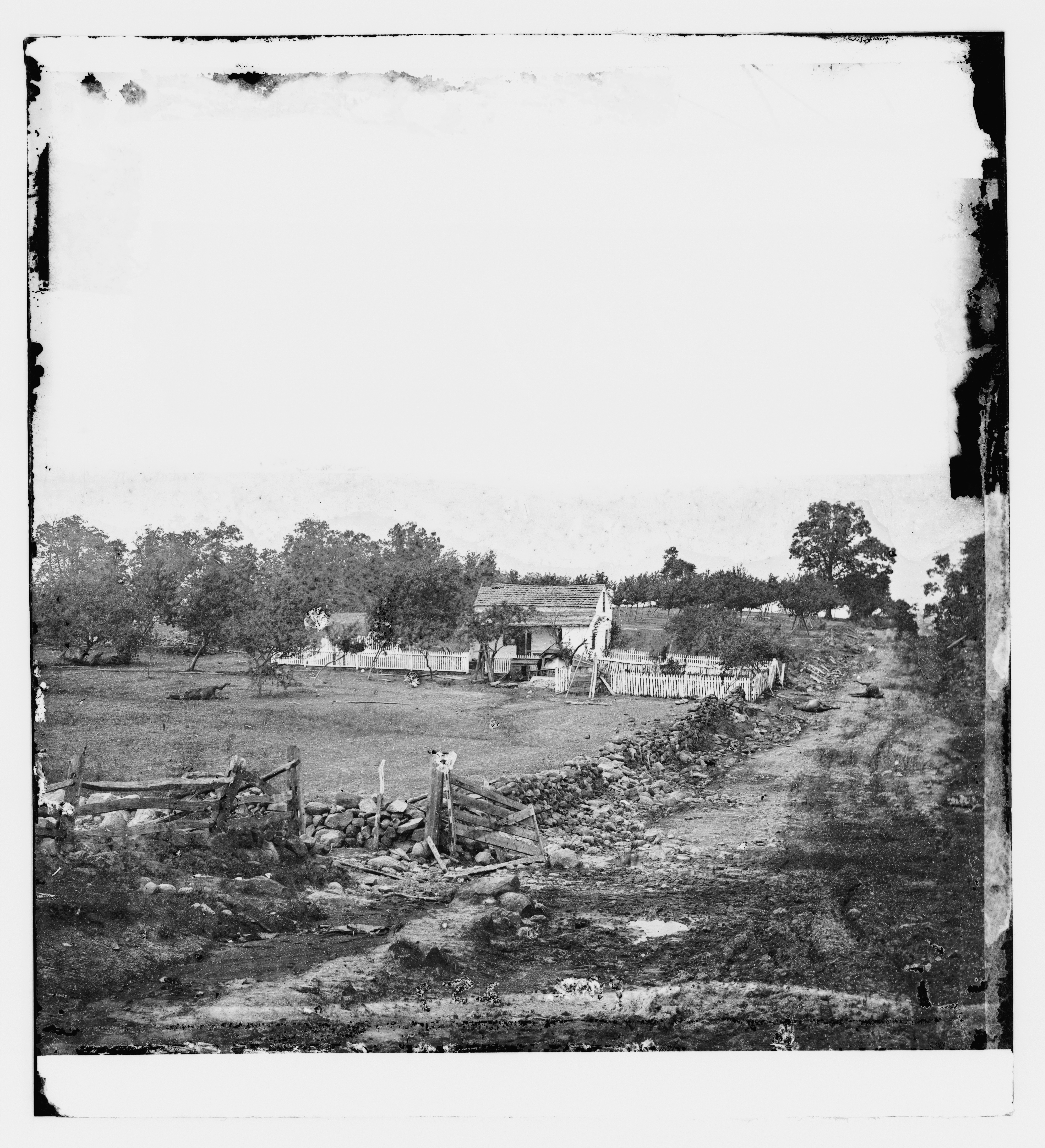
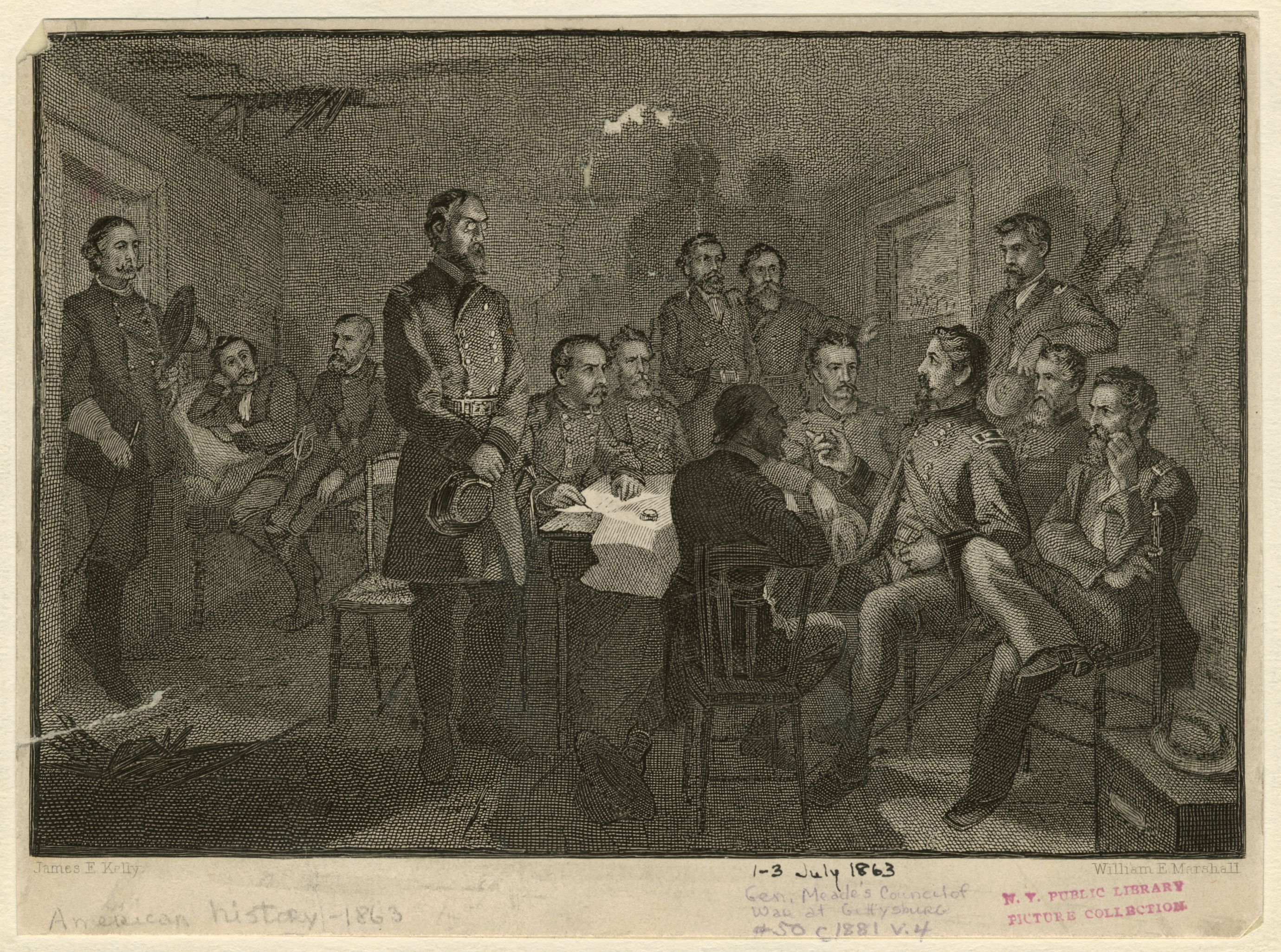
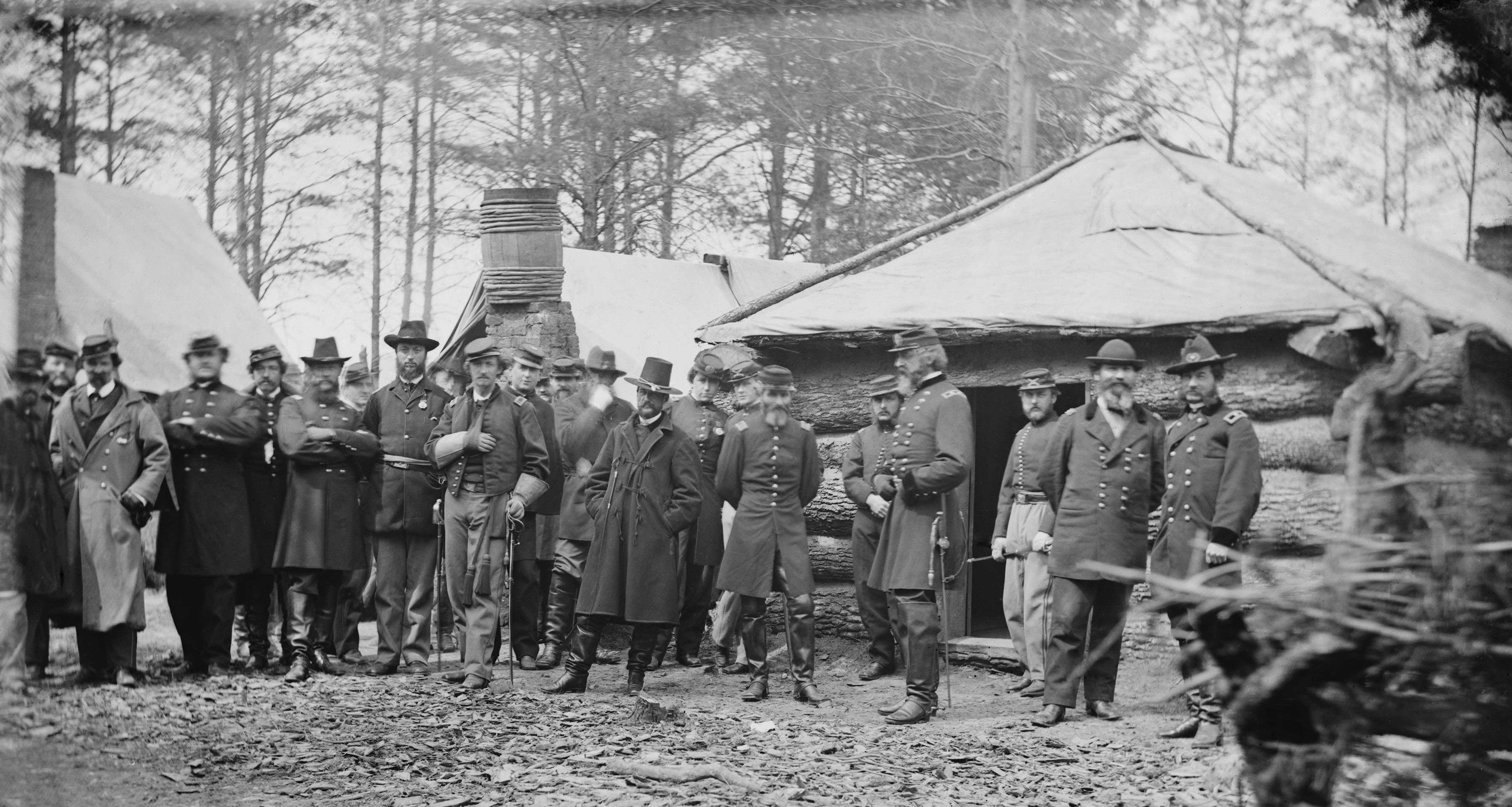
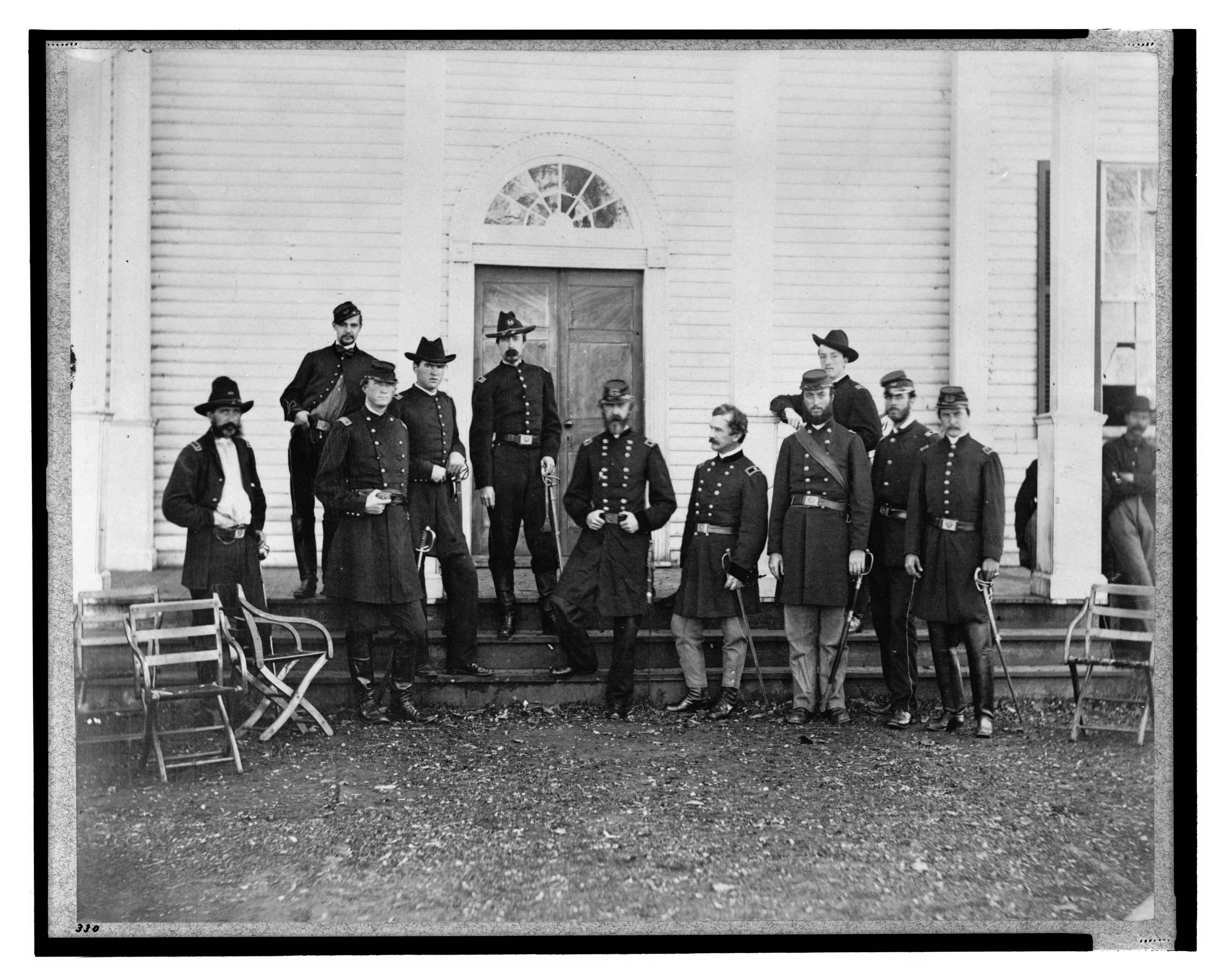
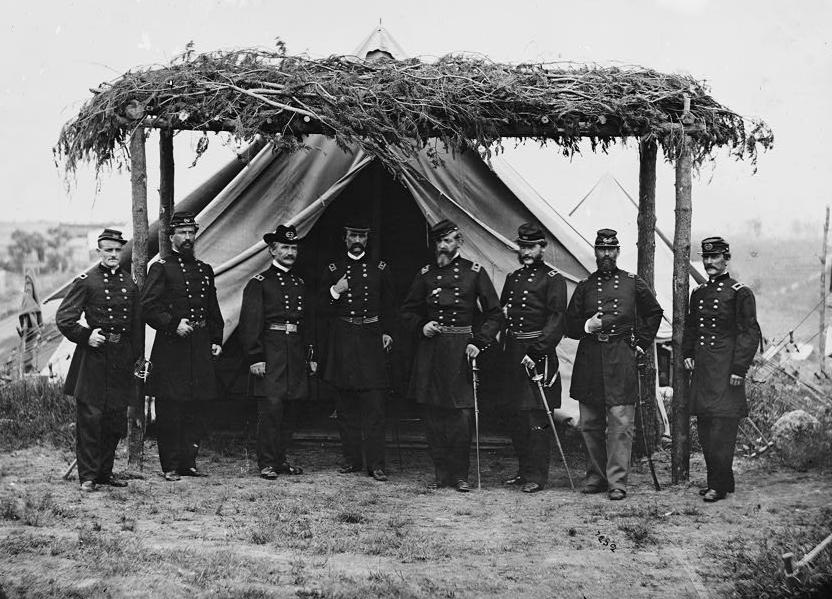
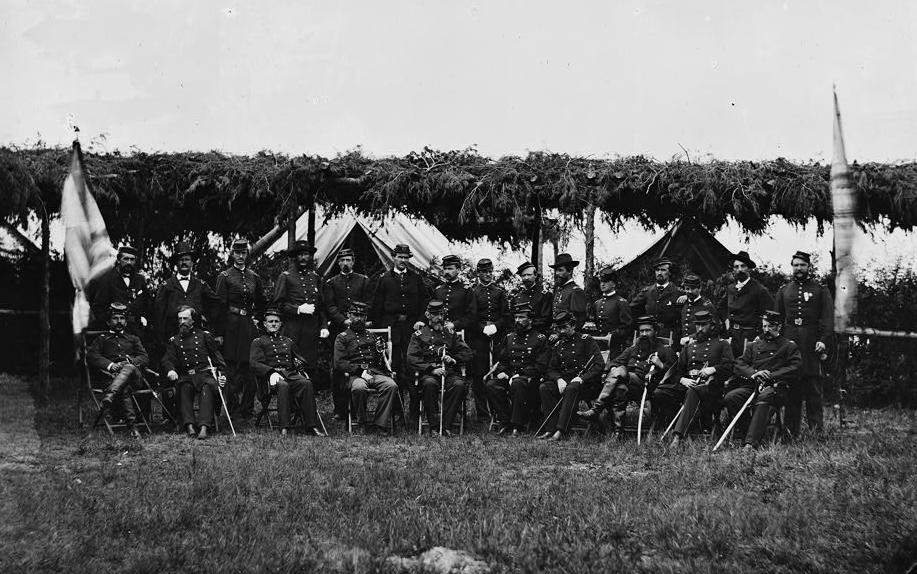